# Európai sün
Az európai sün (Erinaceus europaeus) az emlősök (Mammalia) osztályának Eulipotyphla rendjébe, ezen belül a sünfélék (Erinaceidae) családjába és a tüskés sünök (Erinaceinae) alcsaládjába tartozó faj.
Nemének a típusfaja.
A régebbi hagyományos rendszerbesorolások a rovarevők (Insectivora) rendjébe sorolták.

## Előfordulása
Az európai sün Andorra, Ausztria, Belgium, Horvátország, Csehország, Dánia, Észtország, Finnország, Franciaország, Németország, Írország, Olaszország, Lettország, Liechtenstein, Litvánia, Luxemburg, Hollandia, Norvégia, Lengyelország, Portugália, San Marino, Szlovénia, Spanyolország, Svédország, Svájc és az Egyesült Királyság területén honos. Új-Zélandra is betelepítették.
Magyarországon a keleti sün (Erinaceus roumanicus) helyettesíti.

## Megjelenése
Az európai sün hossza 15-30 centiméter, testtömege átlagosan 800 gramm, de a 2000 grammot is elérheti. Kültakaróján a szőrszálak között sűrűn elhelyezkedő hegyes tüskék vannak. A sün hátán 5000-7000 darab, 2-3 centiméter hosszúságú tüske található. Minden egyes tüske nagyjából egy évig tart, majd kiesik, hogy újabb tüskének adjon helyet. A süntüske üreges és ruganyos. A bőrből kilépő, hajlékony nyaki alapjából újul meg. A süntüske vége puha gömbben végződik, ez fogja fel a hirtelen ütéseket vagy zuhanáskor az esés erejét. A tüske rugalmas nyaka ilyenkor elhajlik, és az állat nem sérül meg. Bőrizomzata fejlett, ezért veszély esetén tüskés labdává tud gömbölyödni.

## Életmódja

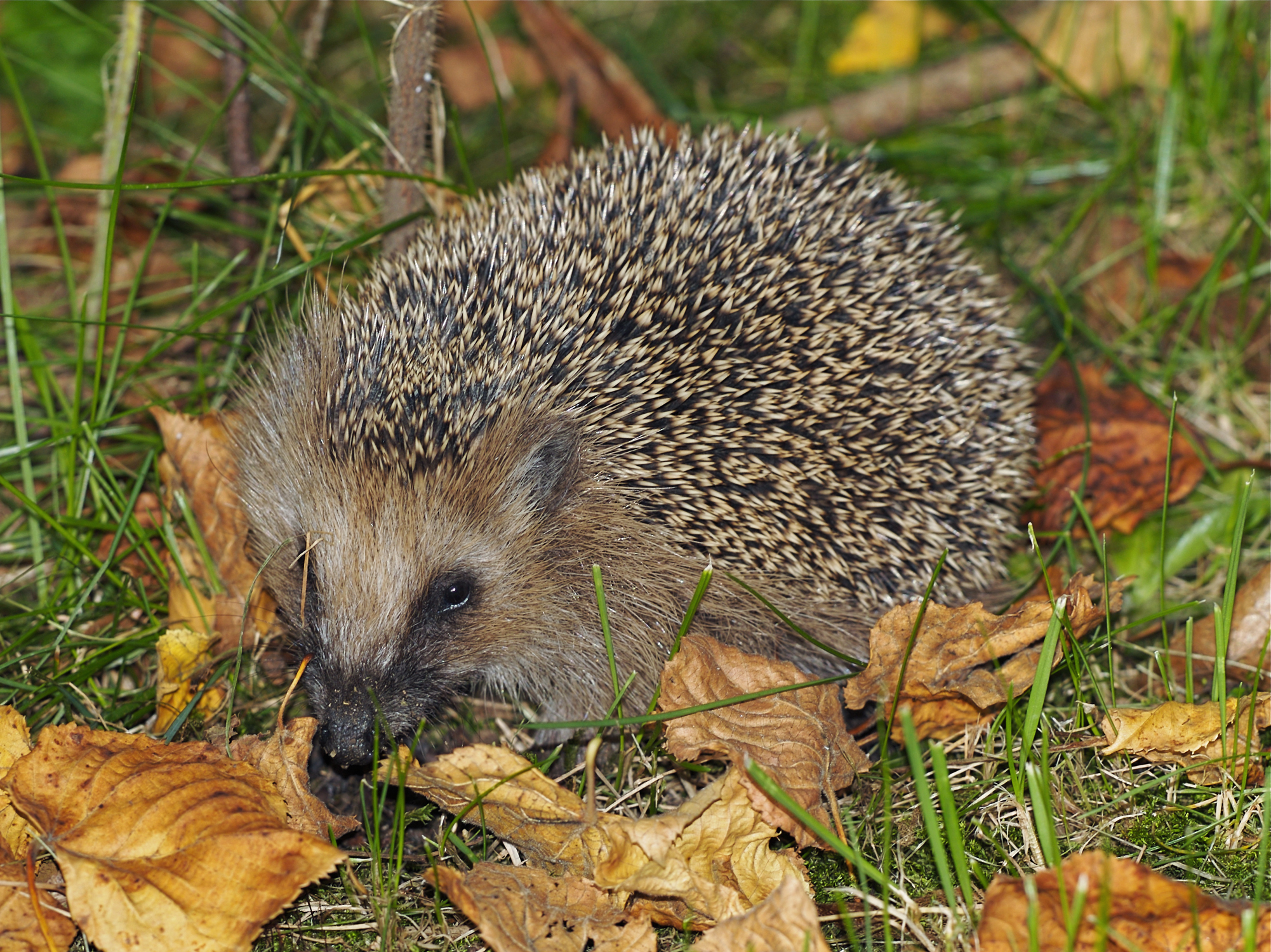
Az avarban

Éjszakai életmódot folytat, és magányos. Tápláléka hernyók, bogarak, földigiliszták és csigák. De megtámadja az egérfészket, és fogyaszt döghúst és növényi eredetű táplálékot is. Tűhegyes rovarevő fogazata van. A sünök éjjelente 2-4 kilométert gyalogolnak táplálékkeresés közben. Ősszel beássa magát és téli álomba merül. Testének hőmérséklete felveszi a környezet hőmérsékletét. Ha a külső hőmérséklet tartósan 6 °C alá süllyed, bekapcsolódik egy „hőmérséklet-szabályozó”. Az izmokban levő cukor elég, így növekszik a testhőmérséklet, s így fenn tud maradni. Az európai sün 5–6 évig él.

## Szaporodása

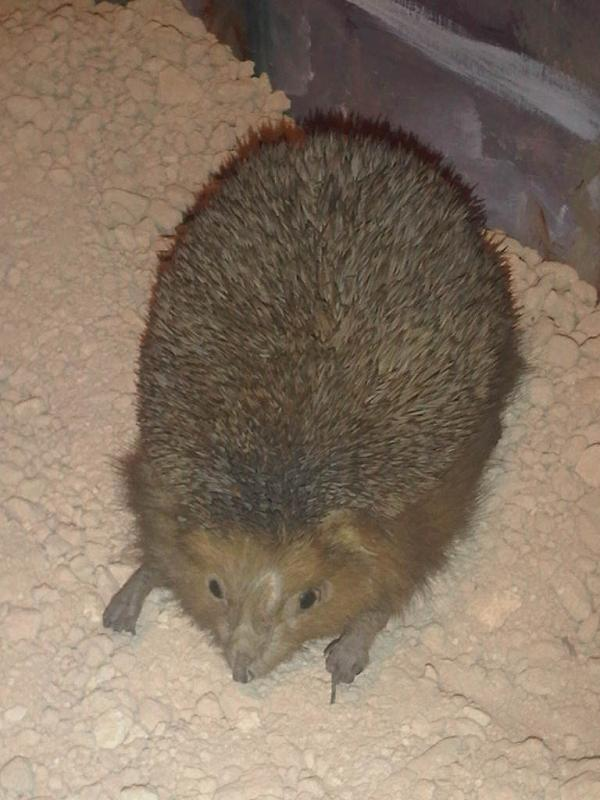
Kitömött európai sün

Az ivarérettséget 11 hónapos korban éri el. A párzási időszak áprilisban vagy augusztusban van. A vemhesség 32 napig tart, melynek végén a nőstény akár 7 kölyöknek is adhat életet. Az újszülött sünök tüskéi lágyak és fehérek, bőrük rózsaszín. A kölykök két hétig vakok maradnak. Mintegy négy hét múlva anyjuk magával viszi őket életük első táplálékszerző körútjára. További 10 nap múlva felbomlik a család. Ha csak szeptemberben születnek meg, többnyire nem vészelik át a telet.